# Douglas R. Stringfellow

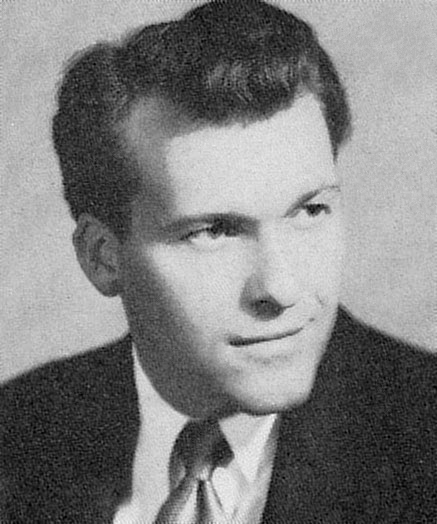
Douglas R. Stringfellow (1953)

Douglas R. Stringfellow (* 24. September 1922 in Draper, Utah; † 19. Oktober 1966 in Long Beach, Kalifornien) war ein US-amerikanischer Politiker. Zwischen 1953 und 1955 vertrat er den ersten Wahlbezirk des Bundesstaates Utah im US-Repräsentantenhaus.

## Frühe Jahre
Während seiner Schulzeit zog Douglas Stringfellow im Jahr 1935 nach Ogden. Er besuchte bis 1941 die dortige High School sowie danach das Weber College. Später gab er an, auch an der Ohio State University und der University of Cincinnati studiert zu haben. Beide Universitäten haben allerdings keine Unterlagen über ihn. Während des Zweiten Weltkrieges war er einfacher Soldat im Fliegerkorps der US Army.

## Politischer Aufstieg und Fall
Douglas Stringfellow schloss sich den Republikanern an und wurde im Jahr 1946 Leiter der Nachwuchsorganisation der Partei in Utah. Zwischen 1947 und 1948 war er im Auftrag seiner Mormonenkirche im nördlichen Kalifornien missionarisch tätig. Von 1949 bis 1952 arbeitete Stringfellow als Radioansager. Im Jahr 1952 kandidierte er für seine Partei für das US-Repräsentantenhaus. Im Wahlkampf entwarf er eine andere Geschichte seiner Kriegszeit: Er erklärte sich zu einem Geheimagenten, der wichtige Aufträge hinter der deutschen Front ausgeführt habe, in Kriegsgefangenschaft geraten und misshandelt worden sei und auf abenteuerliche Art und Weise geflohen sei. Diese Geschichte stellte sich später als unwahr und frei erfunden heraus.
Zum Zeitpunkt der Kongresswahlen des Jahres 1952 allerdings war der Schwindel noch nicht aufgeflogen und Stringfellow wurde als Kriegsheld mit 60,5 % der Wählerstimmen ins Repräsentantenhaus gewählt. Dort trat er am 3. Januar 1953 die Nachfolge von Walter K. Granger an. Im Jahr 1954 strebte er eine erneute Kandidatur an. Im Vorfeld der Wahlen kam aber die Wahrheit über seine Kriegsgeschichten ans Licht. Seine Kirche zwang ihn zu einem Geständnis; die Republikanische Partei distanzierte sich von ihm und ersetzte ihn 16 Tage vor der Wahl durch Henry Aldous Dixon, dessen Integrität außer Frage stand. Er wurde zu Stringfellows Nachfolger im Kongress gewählt.

## Weiterer Lebenslauf
In den folgenden Jahren versuchte Stringfellow aus dem Geschehenen durch Gastreden Kapital zu schlagen. Dieses Vorhaben brachte aber keinen Erfolg. Stringfellow versuchte auch eine Rückkehr als Radiosprecher, wobei er immer unter einem Pseudonym auftrat. Er starb im Jahr 1966 im Alter von 44 Jahren in Long Beach. Zuletzt arbeitete er als Landschaftsmaler.